# Liste kantonaler Volksabstimmungen des Kantons Solothurn
Die Liste kantonaler Volksabstimmungen des Kantons Solothurn zeigt alle Volksabstimmungen auf kantonaler Ebene von 1997 bis 2019.

## Liste der Abstimmungen
Hinweis: Tage, an denen eine eidgenössische Abstimmung, jedoch keine kantonale Abstimmung stattfand, sind in der Liste entsprechend markiert.

### 2019
| Datum      | Titel der Vorlage                                   | Anteil Ja-Stimmen | Resultat  |
| ---------- | --------------------------------------------------- | ----------------- | --------- |
| 20.10.2019 | Keine kantonalen Abstimmungen                       |                   |           |
| 19.05.2019 | Umsetzung der Steuerreform und der AHV-Finanzierung | 48,6 %            | Abgelehnt |
| 10.02.2019 | Keine kantonalen Abstimmungen                       |                   |           |

### 2018
| Datum      | Titel der Vorlage                | Anteil Ja-Stimmen | Resultat  |
| ---------- | -------------------------------- | ----------------- | --------- |
| 28.11.2018 | Keine kantonalen Abstimmungen    |                   |           |
| 23.09.2018 | Keine kantonalen Abstimmungen    |                   |           |
| 10.06.2018 | Teilrevision des Energiegesetzes | 46,0 %            | Abgelehnt |
| 04.03.2018 | Keine kantonalen Abstimmungen    |                   |           |

### 2017
| Datum      | Titel der Vorlage | Anteil Ja-Stimmen | Resultat   |
| ---------- | --- | ----------------- | ---------- |
| 24.09.2017 | Interkantonale Vereinbarung über die kantonalen Beiträge an die Spitäler zur Finanzierung der ärztlichen Weiterbildung und deren Ausgleich unter den Kantonen; Beitritt des Kantons Solothurn. | 71,0 %            | Angenommen |
| 21.05.2017 | Volksinitiative «Ja zu einer guten Volksschule ohne Lehrplan 21» | 34,4 %            | Abgelehnt  |
| 23.04.2017 | Keine kantonalen Abstimmungen |                   |            |
| 12.03.2017 | Keine kantonalen Abstimmungen |                   |            |
| 12.02.2017 | Keine kantonalen Abstimmungen |                   |            |

### 2016
| Datum      | Titel der Vorlage                                                                                           | Anteil Ja-Stimmen | Resultat   |
| ---------- | --- | ----------------- | ---------- |
| 27.11.2016 | Keine kantonalen Abstimmungen                                                                               |                   |            |
| 25.09.2016 | Keine kantonalen Abstimmungen                                                                               |                   |            |
| 05.06.2016 | Keine kantonalen Abstimmungen                                                                               |                   |            |
| 28.02.2016 | Hochwasserschutz und Revitalisierung Emme, Wehr Biberist bis Aare: Bewilligung eines Verpflichtungskredites | 83,0 %            | Angenommen |

### 2015
| Datum      | Titel der Vorlage                                                                       | Anteil Ja-Stimmen    | Resultat   |
| ---------- | --------------------------------------------------------------------------------------- | -------------------- | ---------- |
| 14.06.2015 | Keine kantonalen Abstimmungen                                                           |                      |            |
| 08.03.2015 | Wirtschafts- und Arbeitsgesetz (WAG)                                                    | 65,87 % (Variante 2) | Angenommen |
| 08.03.2015 | Änderung der Verfassung des Kantons Solothurn                                           | 77,72 %              | Angenommen |
| 08.03.2015 | Änderung des Sozialgesetzes; Senkung der Prämienverbilligung in der Krankenversicherung | 47,07 %              | Abgelehnt  |

### 2014
| Datum      | Titel der Vorlage                                                                        | Anteil Ja-Stimmen    | Resultat   |
| ---------- | ---------------------------------------------------------------------------------------- | -------------------- | ---------- |
| 30.11.2014 | Gesetz über den Finanz- und Lastenausgleich der Einwohnergemeinden                       | 67,48 %              | Angenommen |
| 30.11.2014 | Steuerungsgrössen im direkten Finanzausgleich                                            | 66,11 %              | Angenommen |
| 30.11.2014 | Teilrevision des Energiegesetzes                                                         | 51,65 %              | Angenommen |
| 28.09.2014 | Gesetz über die Pensionskasse Kanton Solothurn                                           | 59,05 % (Variante 2) | Angenommen |
| 18.05.2014 | Änderung der Kantonsverfassung: Erneuerbare Energien in die kantonale Verfassung         | 58,17 %              | Angenommen |
| 18.05.2014 | Totalrevision des Gesetzes über die öffentlichen Ruhetage                                | 55,22 %              | Angenommen |
| 18.05.2014 | Änderung des Konkordats über Massnahmen gegen Gewalt anlässlich von Sportveranstaltungen | 86,22 %              | Angenommen |
| 09.02.2014 | Kantonale Vorlage Volksinitiative «Weniger Steuern für alle»                             | 37,60 %              | Abgelehnt  |

### 2013
| Datum      | Titel der Vorlage                                                                             | Anteil Ja-Stimmen | Resultat   |
| ---------- | --------------------------------------------------------------------------------------------- | ----------------- | ---------- |
| 22.09.2013 | Änderung des Gebührentarifs                                                                   | 56,32 %           | Angenommen |
| 09.06.2013 | Verpflichtungskredit für das Hochwasserschutz- und Revitalisierungsprojekt Aare, Olten-Aarau. | 83,80 %           | Angenommen |
| 14.04.2013 | Änderung der Kantonsverfassung: Kantonalisierung der heilpädagogischen Sonderschulen          | 85,77 %           | Angenommen |
| 03.03.2013 | Keine kantonalen Abstimmungen                                                                 |                   |            |

### 2012
| Datum                | Titel der Vorlage                                                                                                 | Anteil Ja-Stimmen | Resultat   |
| -------------------- | --- | ----------------- | ---------- |
| 25.11.2012           | Keine kantonalen Abstimmungen                                                                                     |                   |            |
| 23.09.2012 (38,69 %) | Änderung der Kantonsverfassung: Ergänzung der Unvereinbarkeiten.                                                  | 88,49 %           | Angenommen |
| 17.06.2012 (38,36 %) | «Neubau Bürgerspital Solothurn (BSS); Bewilligung eines Verpflichtungskredites»                                   | 65,12 %           | Angenommen |
| 11.03.2012 (39,22 %) | Solothurner Verfassungsinitiative «KMU-Förderinitiative: Weniger Bürokratie - mehr Arbeitsplätze»                 | 90,33 %           | Angenommen |
| 11.03.2012 (39,22 %) | «Nennung der Nationalitäten in Meldungen der Polizei und Justizbehörden»                                          | 70,25 %           | Angenommen |
| 11.03.2012 (39,22 %) | «Neubau für das Berufsbildungszentrum BBZ in Solothurn; Bewilligung eines Verpflichtungskredites»                 | 79,37 %           | Angenommen |
| 11.03.2012 (39,22 %) | Beitritt zum Konkordat über private Sicherheitsdienstleistungen und Änderung des Gesetzes über die Kantonspolizei | 77,84 %           | Angenommen |

### 2011
| Datum                | Titel der Vorlage                                                                            | Anteil Ja-Stimmen | Resultat   |
| -------------------- | -------------------------------------------------------------------------------------------- | ----------------- | ---------- |
| 13.02.2011 (47,84 %) | Volksinitiative «Familienfreundliche Tagesstrukturen in den Solothurner Gemeinden».          | 31,83 %           | Abgelehnt  |
| 13.02.2011 (47,84 %) | Volksinitiative «für eine wirksame Verbilligung der Krankenkassenprämien».                   | 41,30 %           | Abgelehnt  |
| 13.02.2011 (47,84 %) | Neubau eines Parkhauses für das Kantonsspital Olten: Bewilligung des Verpflichtungskredites. | 71,13 %           | Angenommen |

### 2010
| Datum                | Titel der Vorlage | Anteil Ja-Stimmen | Resultat   |
| -------------------- | --- | ----------------- | ---------- |
| 28.11.2010           | Keine kantonalen Abstimmungen |                   |            |
| 26.09.2010 (37,89 %) | Interkantonale Vereinbarung über die Harmonisierung der obligatorischen Schule (HarmoS-Konkordat).                                                 | 58,46 %           | Angenommen |
| 26.09.2010 (37,89 %) | Änderung der Kantonsverfassung als Folge des HarmoS-Konkordates.                                                                                   | 58,26 %           | Angenommen |
| 26.09.2010 (37,89 %) | Änderung der Kantonsverfassung: Einführungsgesetzgebung zur Schweizerischen Strafprozessordnung und zur Schweizerischen Jugendstrafprozessordnung. | 85,98 %           | Angenommen |
| 26.09.2010 (37,89 %) | Änderung der Kantonsverfassung: Einführungsgesetzgebung zur Schweizerischen Zivilprozessordnung.                                                   | 81,66 %           | Angenommen |
| 26.09.2010 (37,89 %) | «Transfer Klinik Allerheiligenberg» | 56,46 %           | Angenommen |
| 13.06.2010 (30,36 %) | Einführungsgesetz zum Bundesgesetz über die Arbeit in Industrie, Gewerbe und Handel                                                                | 54,02 %           | Angenommen |
| 13.06.2010 (30,36 %) | Volksinitiative «für ein liberaleres Gesundheitsgesetz und ein vernünftiges Rauchverbot»                                                           | 33,93 %           | Abgelehnt  |
| 07.03.2010 (42,15 %) | Hochwasserschutz- und Renaturierungsprojekt Emme in Biberist und Gerlafingen; Bewilligung eines Verpflichtungskredites.                            | 81,90 %           | Angenommen |

### 2009
| Datum                | Titel der Vorlage | Anteil Ja-Stimmen | Resultat   |
| -------------------- | --- | ----------------- | ---------- |
| 29.11.2009 (52,76 %) | Volksinitiative «Willkommen im Kanton Solothurn – Ja zur steuerfreien Handänderung von selbstgenutztem Wohneigentum!»     | 63,12 %           | Angenommen |
| 27.09.2010 (40,93 %) | Justizvollzugsanstalt (JVA) Kanton Solothurn in Flumenthal/Deitingen; Bewilligung eines Verpflichtungskredites            | 65,87 %           | Angenommen |
| 27.09.2010 (40,93 %) | Verordnung über die Erhebung der Steuern für Motorfahrzeuge (Referendum gegen die Ökologisierung der Motorfahrzeugsteuer) | 32,80 %           | Abgelehnt  |
| 17.05.2010 (41,21 %) | Änderung des Sozialgesetzes (Ergänzungsleistungen für Familien)                                                           | 57,38 %           | Angenommen |
| 08.02.2009           | Keine kantonalen Abstimmungen                                                                                             |                   |            |

### 2008
| Datum                | Titel der Vorlage                                                                 | Anteil Ja-Stimmen | Resultat   |
| -------------------- | --------------------------------------------------------------------------------- | ----------------- | ---------- |
| 30.10.2008 (43,53 %) | Änderung der Kantonsverfassung; Erhöhung der Finanzbefugnisse des Regierungsrates | 60,01 %           | Angenommen |
| 30.10.2008 (43,53 %) | Verpflichtungskredit für den Neubau der Fachhochschule Nordwestschweiz in Olten   | 76,78 %           | Angenommen |
| 01.06.2008           | Keine kantonalen Abstimmungen                                                     |                   |            |
| 24.02.2008           | Keine kantonalen Abstimmungen                                                     |                   |            |

### 2007
| Datum                | Titel der Vorlage | Anteil Ja-Stimmen | Resultat   |
| -------------------- | --- | ----------------- | ---------- |
| 21.10.2007 (49,29 %) | Änderung des Gesetzes über die Staats- und Gemeindesteuern (Steuergesetz): Steuerentlastungen bei den Einkommens-, Vermögens- und Kapitalsteuern; Anpassungen an Bundesrecht und Verfahrensänderungen | 82,71 %           | Angenommen |
| 21.10.2007 (49,29 %) | Änderung des Gesetzes über die Staats- und Gemeindesteuern (Steuergesetz): Steuerentlastungen bei der Vermögens- und der Gewinnsteuer.                                                                | 74,86 %           | Angenommen |
| 17.06.2007           | Keine kantonalen Abstimmungen |                   |            |
| 11.03.2007 (38,87 %) | Änderung des Gesetzes über die Kürzung von Staatsbeiträgen und die Erschwerung von Ausgabenbeschlüssen                                                                                                | 75,64 %           | Angenommen |

### 2006
| Datum                | Titel der Vorlage                                                                        | Anteil Ja-Stimmen    | Resultat   |
| -------------------- | ---------------------------------------------------------------------------------------- | -------------------- | ---------- |
| 26.11.2006 (49,85 %) | Änderung des Volksschulgesetzes (Reform der Sekundarstufe I)                             | 64,13 %              | Angenommen |
| 26.11.2006 (49,85 %) | Änderung des Gesundheitsgesetzes (Variantenabstimmung)                                   | 76,61 % (Variante 1) | Angenommen |
| 24.09.2006 (44,02 %) | Teilrevision des Gesetzes über das Kantons- und Gemeindebürgerrecht (Bürgerrechtsgesetz) | 56,65 %              | Angenommen |
| 21.05.2006           | Keine kantonalen Abstimmungen                                                            |                      |            |

### 2005
| Datum                | Titel der Vorlage                                                                                       | Anteil Ja-Stimmen | Resultat   |
| -------------------- | --- | ----------------- | ---------- |
| 27.11.2005           | Keine kantonalen Abstimmungen                                                                           |                   |            |
| 25.09.2005 (51,83 %) | Ermächtigung der Einwohnergemeinden, das Ausländerstimmrecht für Niedergelassene fakultativ einzuführen | 39,25 %           | Abgelehnt  |
| 25.09.2005 (51,83 %) | «Aufhebung der obligatorischen Urnenwahl für Gemeindevizepräsident resp. Gemeindevizepräsidentin»       | 54,68 %           | Angenommen |
| 25.09.2005 (51,83 %) | Ermächtigung der Kirchgemeinden, das Stimm- und Wahlrechtsalter fakultativ auf 16 Jahre zu senken       | 44,06 %           | Abgelehnt  |
| 05.06.2005 (52,23 %) | Volksinitiative «Proporz für die Regierung»                                                             | 20,75 %           | Abgelehnt  |
| 05.06.2005 (52,23 %) | Teilrevision des Gesetzes über die Aufgabenreform «soziale Sicherheit»                                  | 69,01 %           | Angenommen |
| 24.04.2005 (39,32 %) | Volksinitiative «Gute Schulen brauchen Führung» und Gegenvorschlag des Kantonsrates                     |                   |            |
| 24.04.2005 (39,32 %) | «Änderung des Gesetzes über die öffentlichen Ruhetage»                                                  | 29,70 %           | Abgelehnt  |

### 2004
| Datum                | Titel der Vorlage | Anteil Ja-Stimmen | Resultat   |
| -------------------- | --- | ----------------- | ---------- |
| 28.11.2004 (34,8 %)  | Änderung der Kantonsverfassung: Einführung der selbständigen Gerichtsverwaltung                                                                     | 78,8 %            | Angenommen |
| 26.09.2004           | Keine kantonalen Abstimmungen |                   |            |
| 17.05.2004 (51,83 %) | Änderung der Kantonsverfassung: Wirkungsorientierte Verwaltungsführung                                                                              | 68,5 %            | Angenommen |
| 17.05.2004 (51,83 %) | Änderung der Kantonsverfassung: Globalbudgetinitiative                                                                                              | 63,7 %            | Angenommen |
| 17.05.2004 (51,83 %) | Änderung der Kantonsverfassung: Delegation von Finanzbefugnissen des Kantonsrates an eine kantonsrätliche Kommission                                | 61,9 %            | Angenommen |
| 17.05.2004 (51,83 %) | Änderung der Kantonsverfassung: Reform der Strafverfolgung                                                                                          | 78,6 %            | Angenommen |
| 17.05.2004 (51,83 %) | Verordnung über die Einführung des Bundesgesetzes über die Ausweise für Schweizer Staatsangehörige (Gemeindereferendum gegen die Ausweisverordnung) | 60,5 %            | Angenommen |
| 08.02.2004 (47,1 %)  | Änderung der Kantonsverfassung (Zentralisierung der Oberämter und der Amtschreibereien für die Amteien Solothurn-Lebern und Bucheggberg-Wasseramt)  | 83,9 %            | Angenommen |
| 08.02.2004 (47,1 %)  | Volksinitiative «Zum Schutze der Feldhasen, Vögel und Dachse»                                                                                       | 44,2 %            | Abgelehnt  |
| 08.02.2004 (47,1 %)  | Volksinitiative «Jagen ohne Treiben» | 42,5 %            | Abgelehnt  |

### 2003
| Datum               | Titel der Vorlage | Anteil Ja-Stimmen | Resultat   |
| ------------------- | --- | ----------------- | ---------- |
| 30.11.2003 (27,4 %) | Änderung der Verordnung über die Steuern und Gebühren für Motorfahrzeuge, Fahrräder und Schiffe (Referendum gegen den Kantonsratsbeschluss vom 29. Januar 2003) | 38,1 %            | Abgelehnt  |
| 30.11.2003 (27,4 %) | Änderung der Spitalvorlage VI (Schliessung des Bezirksspitals Thierstein);                                                                                      | 68,8 %            | Angenommen |
| 30.11.2003 (27,4 %) | Verpflichtungskredit für die Neustrukturierung des Bezirksspitals Thierstein (Umwandlung in ein Kompetenzzentrum für das Alter mit medizinischem Ambulatorium)  | 65,0 %            | Angenommen |
| 19.10.2003          | Keine kantonalen Abstimmungen |                   |            |
| 29.06.2003 (36,6 %) | Änderung der Kantonsverfassung (kleineres Quorum für das kantonsrätliche Verordnungsveto)                                                                       | 81,8 %            | Angenommen |
| 29.06.2003 (36,6 %) | Volksinitiative «Der Kindergarten gehört dazu» | 34,7 %            | Abgelehnt  |
| 29.06.2003 (36,6 %) | Volksinitiative «Gerechte Chancen für alle Musikschüler/innen»                                                                                                  | 37,9 %            | Abgelehnt  |
| 18.05.2003          | Keine kantonalen Abstimmungen |                   |            |
| 29.02.2003          | Keine kantonalen Abstimmungen |                   |            |

### 2002
| Datum               | Titel der Vorlage | Anteil Ja-Stimmen | Resultat   |
| ------------------- | --- | ----------------- | ---------- |
| 24.11.2002          | Keine kantonalen Abstimmungen |                   |            |
| 22.09.2002 (47,3 %) | Verordnung über den Katasterwert und den Steuerwert (Referendum gegen den Kantonsratsbeschluss vom 5. September 2001)                                               | 37,7 %            | Abgelehnt  |
| 22.09.2002 (47,3 %) | Aufhebung der Verordnung über den Ladenschluss (Referendum gegen den Kantonsratsbeschluss vom 22. Januar 2002)                                                      | 43,3 %            | Abgelehnt  |
| 02.06.2002 (47,3 %) | Änderung der Verordnung über Steuern und Gebühren für Motorfahrzeuge, Fahrräder und Schiffe (Referendum gegen den Kantonsratsbeschluss vom 31. Oktober 2001)        | 51,0 %            | Angenommen |
| 03.03.2002 (58,0 %) | Verfassungsänderung zur Volksinitiative «100 Kantonsräte sind genug» und Gegenvorschlag des Kantonsrates (Kantonsratsbeschluss vom 31. Oktober / 12. Dezember 2001) | k. A.             | Angenommen |

### 2001
| Datum               | Titel der Vorlage                                                                                              | Anteil Ja-Stimmen | Resultat   |
| ------------------- | --- | ----------------- | ---------- |
| 02.12.2001 (36,9 %) | Änderung der Kantonsverfassung                                                                                 | 81,6 %            | Angenommen |
| 10.06.2001          | Keine kantonalen Abstimmungen                                                                                  |                   |            |
| 04.03.2001 (55,6 %) | Amtsgelübde nur noch von Behördenmitgliedern und Beamten / Begriff «Beamtenrecht» durch «Dienstrecht» ersetzen | 73,2 %            | Angenommen |
| 04.03.2001 (55,6 %) | Aufhebung der Volkswahl für Amtsgerichtsschreiber                                                              | 67,4 %            | Angenommen |
| 04.03.2001 (55,6 %) | Aufhebung der Volkswahl für Amtschreiber                                                                       | 66,3 %            | Angenommen |
| 04.03.2001 (55,6 %) | Aufhebung der Volkswahl für Vorsteher von Betreibungs- und Konkursämtern                                       | 67,9 %            | Angenommen |
| 04.03.2001 (55,6 %) | Aufhebung der Volkswahl für Oberamtmänner                                                                      | 63,1 %            | Angenommen |

### 2000
| Datum               | Titel der Vorlage | Anteil Ja-Stimmen | Resultat   |
| ------------------- | --- | ----------------- | ---------- |
| 26.11.2000          | Keine kantonalen Abstimmungen |                   |            |
| 24.09.2000 (47,5 %) | Volksinitiative «100 Kantonsräte sind genug»                                                                                     | 63,7 %            | Angenommen |
| 24.09.2000 (47,5 %) | Änderung des Gesetzes über Vorschüsse für den Unterhalt von Kindern (Alimentenbevorschussungsgesetz; AIG) (KRB vom 10. Mai 2000) | 64,1 %            | Angenommen |
| 24.09.2000 (47,5 %) | Strassengesetz (Totalrevision des Gesetzes über Bau und Unterhalt der Strassen vom 2. Dezember 1928) (KRB vom 17. Mai 2000)      | 67,9 %            | Angenommen |
| 21.05.2000          | Keine kantonalen Abstimmungen |                   |            |
| 12.03.2000          | Keine kantonalen Abstimmungen |                   |            |

### 1999
| Datum              | Titel der Vorlage                                                                                     | Anteil Ja-Stimmen | Resultat   |
| ------------------ | --- | ----------------- | ---------- |
| 24.10.1999         | Keine kantonalen Abstimmungen                                                                         |                   |            |
| 13.06.1999 (k. A.) | Schenkung des ehemaligen Kapuzinerklosters Dornach an die Stiftung Kloster Dornach                    | 88,2 %            | Angenommen |
| 13.06.1999 (k. A.) | Volksinitiative «für eine faire Verbilligung der Krankenkassenprämien»                                | 49,5 %            | Abgelehnt  |
| 18.04.1999 (k. A.) | Änderung der Spitalvorlage VI (Schliessung der Höhenklinik Allerheiligenberg)                         | 36,4 %            | Abgelehnt  |
| 18.04.1999 (k. A.) | Änderung des Steuergesetzes (Erhöhung der Personalsteuer und Mindeststeuer für juristische Personen)  | 40,3 %            | Abgelehnt  |
| 18.04.1999 (k. A.) | Änderung der Kantonsverfassung (Konzentration der Amtschreibereien und Oberämter im Kanton Solothurn) | 45,6 %            | Abgelehnt  |
| 07.02.1999 (k. A.) | Regierungs- und Verwaltungsorganisationsgesetz                                                        | 70,8 %            | Angenommen |

### 1998
| Datum              | Titel der Vorlage | Anteil Ja-Stimmen | Resultat   |
| ------------------ | --- | ----------------- | ---------- |
| 29.11.1998 (k. A.) | Änderung der Kantonsverfassung (fakultatives Referendum für unbestrittene Vorlagen) | 54,2 %            | Angenommen |
| 29.11.1998 (k. A.) | Änderung der Kantonsverfassung (obligatorisches Referendum für Ausgaben über 5 Mio. bzw. 500’000 Franken) | 57,1 %            | Angenommen |
| 29.11.1998 (k. A.) | Änderung des Volksschulgesetzes | 67,7 %            | Angenommen |
| 27.09.1998 (k. A.) | Änderung des Finanzausgleichsgesetzes | 48,9 %            | Abgelehnt  |
| 27.09.1998 (k. A.) | Änderung des Volksbeschlusses über die finanzielle Beteiligung des Kantons Solothurn an der Aare-Tessin Aktiengesellschaft für Elektrizität, Olten | 62,5 %            | Angenommen |
| 27.09.1998 (k. A.) | Änderung des Kantonsschulgesetzes und des Gesetzes über die Berufsbildung und die Erwachsenenbildung (Einführung von Schulgeldern für die nachobligatorische Schulzeit an den Kantonsschulen und ausserhalb des Pflichtunterrichtes an den Berufsschulen)            | 44,7 %            | Abgelehnt  |
| 27.09.1998 (k. A.) | Änderung des Kantonsschulgesetzes und des Gesetzes über die Berufsbildung und die Erwachsenenbildung (Einführung von Gebühren für den Besuch von Freikursen und Instrumentalunterricht an den Kantonsschulen und für den Besuch von Freikursen an den Berufsschulen) | 49,7 %            | Abgelehnt  |
| 27.09.1998 (k. A.) | Änderung des Kantonsschulgesetzes (Erhöhung der Lehrerpensen für Unterricht an der 1.–3. Klasse des Gymnasiums) | 68,4 %            | Angenommen |
| 27.09.1998 (k. A.) | Änderung des Volksschulgesetzes (Abschaffung des Studienurlaubes für Lehrkräfte der Volksschule) | 76,7 %            | Angenommen |
| 27.09.1998 (k. A.) | Änderung des Planungs- und Baugesetzes (Verzicht auf Gebührenbefreiung bei Baulandumlegungen) | 59,6 %            | Angenommen |
| 27.09.1998 (k. A.) | Änderung des Wasserrechtsgesetzes (Abwasser- und Altlastenfonds) | 51,1 %            | Angenommen |
| 27.09.1998 (k. A.) | Änderung des Waldgesetzes (Präzisierung der Rodungsabgabe) | 72,9 %            | Angenommen |
| 27.09.1998 (k. A.) | Änderung des Jagdgesetzes (Jagdfonds/Neuregelung Jagdpachtertrag) | 76,3 %            | Angenommen |
| 27.09.1998 (k. A.) | Änderung des Gesetzes über die Arbeitsgerichte (Abschaffung der Sonderentschädigung der Präsidenten und Präsidentinnen sowie Aktuare und Aktuarinnen der Arbeitsgerichte)                                                                                            | 83,6 %            | Angenommen |
| 07.06.1998 (k. A.) | Gesetz über die Aufgabenreform «soziale Sicherheit» | 67 %              | Angenommen |
| 07.06.1998 (k. A.) | Aenderung der Volksschulgesetzgebung (als Folge der Volksinitiative für 2 Jahre Kindergarten «zwöi Johr bruchts»). | 51,4 %            | Angenommen |

### 1997
| Datum              | Titel der Vorlage                                                   | Anteil Ja-Stimmen | Resultat   |
| ------------------ | ------------------------------------------------------------------- | ----------------- | ---------- |
| 23.11.1997 (k. A.) | Verordnung über den Katasterwert                                    | 17,3 %            | Abgelehnt  |
| 23.11.1997 (k. A.) | Gesetz über die Auflösung der Solothurnischen Hypothekar-Hilfskasse | 73,9 %            | Angenommen |
| 23.11.1997 (k. A.) | Volksinitiative «Zäme läbe - zäme wähle»                            | 11,8 %            | Abgelehnt  |
| 08.06.1997         | Keine kantonalen Abstimmungen                                       |                   |            |
| 04.05.1997 (k. A.) | Änderung Gerichtsorganisation                                       | 71,6 %            | Angenommen |
| 04.05.1997 (k. A.) | Volksinitiative «Mehr Freiheit für Gäste …»                         | 28,2 %            | Abgelehnt  |